# 深海底鉱山保安技術職員
深海底鉱山保安技術職員（しんかいていこうざんほあんぎじゅつしょくいん）とは、深海底鉱山保安技術職員国家試験に合格した者である。2004年を最後に資格試験は廃止された。

## 概要
- 深海底鉱山保安技術職員は深海底鉱業での安全管理などの業務を行う責任者となるための資格である。ここでいう深海底鉱業とは、深海底における探査及び採鉱の事業をいい、対象となる鉱物資源は銅、マンガン、ニッケル又はコバルトのうちの1種又は2種以上の鉱物を含む塊状の鉱石である。

## 試験区分
- 上級
  - 上級保安技術職員
- 普通
  - 鉱山保安係員
  - 機械保安係員
  - 電気保安係員
  - 鉱害防止係員
  - 汽缶係員
  - 溶接係員

## 受験資格
- 上級は学校教育法による大学、高等専門学校、高等学校又は従前の規定による大学、専門学校、甲種工業学校で鉱業に関する学科を修め卒業した者又はこれと同等以上の学力を有する者で、1年以上深海底鉱業の実務に従事した者もしくは学校教育法による大学、高等専門学校、高等学校又は従前の規定による大学、専門学校、甲種工業学校で鉱業に関する学科を修め卒業した者又はこれと同等以上の学力を有する者で、1年以上深海底鉱業の実務に従事した者以外の者であって5年以上深海底鉱業の実務に従事した者。普通は1年以上深海底鉱業の実務に従事した者。ただし、汽缶又は溶接係員試験を受けようとする者であって、当該職務に従事した経験が1年以上ある場合は、深海底鉱業の実務経験がなくてもよいことになっている。

## 試験
- 上級、普通共に毎年11月頃に札幌、仙台、さいたま、名古屋、大阪、那覇で行われる。

### 試験科目
上級
1. 鉱山保安法規
2. 鉱山保安
3. 機械保安
4. 電気保安
5. 鉱害防止

普通
- 鉱山保安係員

1. 鉱山保安法規
2. 鉱山保安

- 機械保安係員

1. 鉱山保安法規
2. 機械保安

- 電気保安係員

1. 鉱山保安法規
2. 電気保安

- 鉱害防止係員

1. 鉱山保安法規
2. 鉱害防止

- 汽缶係員

1. 鉱山保安法規
2. 汽缶保安

- 溶接係員

1. 鉱山保安法規
2. 溶接保安

## 主務官庁
- 経済産業省原子力安全・保安院